# Utsikten, Malmö

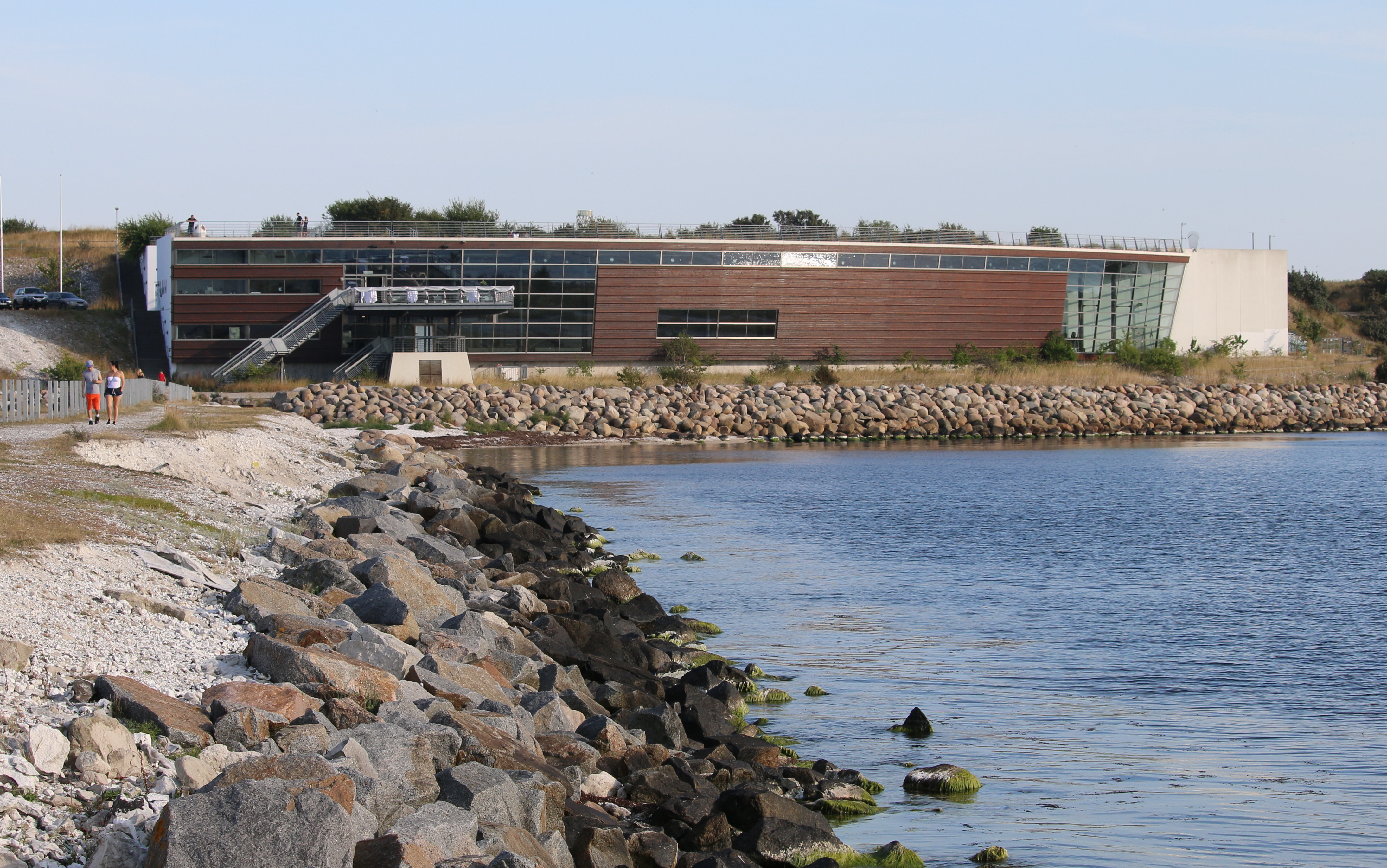
Utsikten.

Utsikten är en byggnad på Lernacken vid Öresundsbrons fäste i Malmö, invigd 1998.
Utsikten på 1800 kvadratmeter byggdes för broägarna Svedabs behov av en havsnära byggnad att fungera som utsiktsplats för allmänheten över det då pågående bygget av Öresundsbron och hysa den anknutna Öresundsbroutställningen om broprojektet. Den halvmåneformade glasrika byggnaden vid kanten av Öresund ritades av Greger Dahlström och Stanislaw Welin vid arkitektbyrån FFNS och belönades 1998 med Malmö stads stadsbyggnadspris.
2001 stängdes Öresundsbroutställningen och Malmö stad tog över ägandet, varefter byggnaden stod mer eller mindre oanvänd tills nya arrendatorer från Köpenhamn 2003 tog över för sporadiska restaurang-, evenemangs- och utställningsverksamheter under namnet Luftkastellet. Bland annat har under 2010-talet ett flertal årliga konstmässor arrangerats i lokalerna.